# Народжена революцією
«Народжена революцією. Комісар міліції розповідає» (рос. «Рождённая революцией. Комиссар милиции рассказывает») — радянський телевізійний детективний пригодницький серіал (10 серій) про створення та історію радянської міліції, знятий у 1974-1977 роках режисером Григорієм Коханом за романом Олексія Нагорного і Гелія Рябова «Повість про карний розшук».

## Сюжет
Серіал розповідає про перші дні та подальшу діяльність радянських правоохоронних органів від імені головного героя — співробітника Петроградської міліції Миколи Кондратьєва в період з 1920-х по 1970-ті роки.
Молодий робітник Путилівського заводу Кондратьєв за покликом обов'язку йде працювати в «угро». Починати доводиться зі спільної роботи з ще царськими співробітниками розшуку. Кондратьєв займається різними кримінальними справами. Одразу після Великої Вітчизняної війни він бере участь у розшуку і затриманню поплічників німецьких нацистів і зрадників Батьківщини. Закінчує сюжетну лінію серіалу Кондратьєв у званні генерал-лейтенанта і як наставник молодого поповнення.

## Список серій
- 1-ша серія — «Важка осінь»

За розділом роману «Пізня осінь сімнадцятого». Перші дні революції, юний псковський селянин Коля Кондратьєв після смерті батьків залишає рідне село і відправляється до Петрограда. Випадок зводить його з робочим Путилівського заводу Бушмакіним. У цей час у місті формують постійні правоохоронні органи. Коля і Бушмакін допомагають захистити винні склади від мародерів, чим привертають увагу комісара Сергєєва, який пропонує друзям вступити в робочу міліцію.
- 2-га серія — «Напад»

Для отримання досвіду в оперативній роботі Колю Кондратьєва відправляють до Москви. У цей час там відбувається НП — бандит Кутько та його зграя напали на інкасаторську машину, вбивши супроводжуючих і викравши велику суму грошей. Разом з московськими колегами Коля підключається до пошуків бандитів і там же зустрічає Машу Вентулову (у фільмі — Корабльова), в яку закохується.
- 3-тя серія — «У вогні»

У Петрограді неспокійно. Зловісний Льонька Пантелєєв і його банда тероризує місто. Коля і колишній сищик царської поліції Количев розробляють спільний план щодо затримання бандита.
- 4-та серія — «Ми допоможемо тобі»

Літо 1929 року. Кондратьєви приїжджають до рідного села Колі. Керівництво Ленінградського карного розшуку доручило їм допомогти місцевим органам ГПУ в нейтралізації куркульських банд. Одночасно Коля відкриває таємницю загибелі своїх батьків.
- 5-та серія — «Шість днів ...»

1932 рік. Невідомий злочинець краде зарплату робітників Путилівського заводу. Ленінградські сищики беруть на себе зобов'язання протягом шести днів знайти гроші і злочинця.
- 6-та серія — «Іспит»

За розділом «П'ятий обеліск». У Ленінграді на набережній знайдений убитим і пограбованим інженер Слайковскій. За підозрою у вбивстві заарештовується п'яничка Родькин. Незважаючи на щиросерде визнання, Кондратьєв відчуває, що Родькин невинний і намагається знайти справжнього вбивцю.
- 7-ма серія — «В ніч на 20-е»

За розділом «У важкий час». Дія відбувається в Москві під час наступу німців у жовтні 1941. Переведений в столицю Кондратьєв займається пошуком мародерів, панікерів і ворожих диверсантів.
- 8-ма серія — «Перевертні»

Москва, 1948 рік. Горе звалюється на Кондратьєва — злочинці у міліцейській формі в електричці вбивають його дружину Машу і її супутника. Незважаючи на нещастя, Кондратьєв все-таки намагається з'ясувати, хто ж були ці вбивці — переодягнені злочинці або ж зрадники, які вирішили, що їм можна все.
- 9-та серія — «Остання зустріч» (1-ша частина)

Сюжет фільму взято з повісті «Знову в Москві», дія якої перенесено з тридцятих років у сучасність. Хтось пограбував у Москві ювелірний магазин. Сищик МУРу Олексій Кондратьєв вирішує звернутися за допомогою до свого батька ветерану міліції Миколі Кондратьєву.
- 10-та серія — «Остання зустріч» (2-га частина)

Розслідування пограбування ювелірного магазину в Москві продовжується. Під час слідства Микола Кондратьєв дізнається про людину на прізвище Санько. Він хоче знайти цю людину, тому що прізвище Санько фігурує у справі про вбивство його дружини.

## Нагороди
- Державна премія СРСР (1978).

## Історія створення
Телесеріал написаний за мотивами «Повісті про карному розшуку» А. П. Нагорного і Г. Т. Рябова.
Євген Жаріков і Наталія Гвоздікова вже встигли попрацювати разом ще до картини Кохана у фільмі «Біля цих вікон» (1973). За час зйомок «Народжена революцією» їх знайомство переросло в роман і закінчилося їх шлюбом.
Фільм приніс велику популярність Євгену Жарикову в СРСР, і його зовнішність стала стійко асоціюватися з образом Кондратьєва, втіленим на екрані.

## У ролях
- Євген Жариков — Кондратьєв
- Наталія Гвоздікова — Марія
- Улдіс Пуцитіс — Сергєєв (озвучив актор Павло Морозенко)
- Володимир Антонов
- Костянтин Артеменко
- Віталій Розстальний — Сомов (озвучив актор Павло Морозенко)
- Людмила Сосюра
- Ольга Матешко — Ольга
- Сергій Іванов — Афіноген Борисович Полюгаєв, міліціонер
- Сергій Підгорний
- Олександр Бєлявський — Борецький
- Олександр Задніпровський — Ходаков
- Лесь Сердюк — старшина Громов (озвучив актор Павло Морозенко)
- Віталій Дорошенко
- Віра Саранова та інші актори.

## Знімальна група
- Режисер-постановник: Григорій Кохан
- Сценарист: Олексій Нагорний, Гелій Рябов
- Оператор-постановник: Фелікс Гілевич
- Художники-постановники: Юрій Муллер
- Монтаж: Тетяна Сивчикова, Нехама Ратманська та ін.
- Костюми: Алла Костенко, Ядвіга Добровольська
- Композитори: Ігор Ключарьов, Євген Станкович, Олександра Пахмутова, Олександр Флярковський
- Звукооператор: Георгій Салов
- Директори картини — Яків Ісайович Забутий, Юрій Зельдич (1-ї серії)